# Eleição primária do Partido Republicano no Massachusetts em 2012
A eleição primária do Partido Republicano de Massachusetts em 2012 será realizada em 6 de março de 2012. Massachusetts terá 41 delegados na Convenção Nacional Republicana.

## Resultados
| Eleição primária do Partido Republicano no Massachusetts em 2012 | Eleição primária do Partido Republicano no Massachusetts em 2012 | Eleição primária do Partido Republicano no Massachusetts em 2012 | Eleição primária do Partido Republicano no Massachusetts em 2012 |
| Candidato                                                        | Votos                                                            | Percentagem                                                      | Estimativa de delegados nacionais                                |
| ---------------------------------------------------------------- | ---------------------------------------------------------------- | ---------------------------------------------------------------- | ---------------------------------------------------------------- |
| Mitt Romney                                                      | 265.109                                                          | 72,2%                                                            | 40                                                               |
| Rick Santorum                                                    | 44.253                                                           | 12,0%                                                            | 0                                                                |
| Ron Paul                                                         | 35.038                                                           | 9,5%                                                             | 0                                                                |
| Newt Gingrich                                                    | 16.998                                                           | 4,6%                                                             | 0                                                                |
| Jon Huntsman                                                     | 2.252                                                            | 0,6%                                                             | 0                                                                |
| No Preference                                                    | 1.863                                                            | 0,5%                                                             | 0                                                                |
| Rick Perry                                                       | 1.025                                                            | 0,3%                                                             | 0                                                                |
| Michele Bachmann                                                 | 916                                                              | 0,2%                                                             | 0                                                                |
| Herman Cain                                                      | 0                                                                | 0%                                                               | 0                                                                |
| Unprojected delegates                                            | Unprojected delegates                                            | Unprojected delegates                                            | 1                                                                |
| Totals                                                           | 367.444                                                          | 100,0%                                                           | 41                                                               |

| Obs: | Desistiu da disputa |